# Repubblica (métro de Milan)
Pour les articles homonymes, voir Repubblica (homonymie).
Repubblica est une station de la ligne 3 du métro de Milan, située piazza della Repubblica.